# Daley Blind
Daley Blind (født 9. marts 1990) er en hollandsk professionel fodboldspiller, som spiller for La Liga-klubben Girona og Hollands landshold.

## Klubkarriere

### Ajax
Blind kom igennem Ajax' ungdomsakademi, og gjorde sin debut for førsteholdet i december 2008. Han blev i januar 2010 udlejet til Groningen.
Blind fik sit gennembrud hos Ajax efter lejeaftalen. Det var især efter, at Frank de Boer blev holdets nye træner i december 2010, at Blind blev etableret som en fast mand på holdet. Han var over de næste fire sæsoner med til at vinde fire hollandske mesterskaber i streg.

### Manchester United
Blind skiftede i september 2014 til Manchester United, hvor han blev genforenet med træner Louis van Gaal, som han havde spillet under på landsholdsniveau. Han spillede som fast mand i sine første to sæsoner i England, men mistede sin plads efter at van Gaal var blevet erstattet af José Mourinho.

### Ajax retur
Blind skiftede i juli 2018 tilbage til Ajax på en permanent aftale. I december 2018 scorede han sit første hattrick i sin karriere, da han scorede tre mål i en 8-0 sejr over De Graasfschap.
I december 2022 blev Ajax og Blind enige om, at ophæve hans kontrakt.

### Bayern München
Blind skiftede i januar 2023 til Bayern München på en aftale for resten af sæsonen.

### Girona
Blind skiftede i juli 2023 til Girona.

## Landsholdskarriere

### Ungdomslandshold
Blind har repræsenteret Holland på flere ungdomsniveauer.

### Seniorlandshold
Blind debuterede for Hollands landshold den 6. februar 2013. Han spillede i marts 2023 sin kamp nummer 100 for landsholdet, og blev hermed kun den niende spiller til at opnå dette antal.

## Privat
Daley Blind er søn af de tidligere professionelle fodboldspiller Danny Blind.
Blind blev i 2019 diagnosticeret med hjertemuskelbetændelse, og fik indopereret en pacemaker.

## Titler
Ajax
- Eredivisie: 7 (2010-11, 2011-12, 2012-13, 2013-14, 2018-19, 2020-21, 2021-22)
- KNVB Cup: 2 (2018-19, 2020-21
- Johan Cruyff Schaal: 2 (2013, 2019)

Manchester United
- FA Cup: 1 (2015-16)
- EFL Cup: 1 (2016-17)
- FA Community Shield: 1 (2016)
- UEFA Europa League: 1 (2016-17)

Bayern München
- Bundesliga: 1 (2022-23)

Individuelle
- Ajax Årets Talent: 1 (2007-08)
- Ajax Årets Spiller: 1 (2012-13)
- Årets Spiller i Holland: 1 (2014)
- Eredivisie Årets Hold: 3 (2012-13, 2013-14, 2018-19)
- UEFA Europa League Sæsonens Hold: 1 (2016-17)